# Yato Rocks
Die Yato Rocks (englisch; bulgarisch скали Ято skali Jato, deutsch ‚Schwarmfelsen‘) sind eine Gruppe von Klippenfelsen der Wauwermans-Inseln vor der Danco-Küste des Grahamlands auf der Antarktischen Halbinsel. Sie verteilen sich in ost-westlicher Ausrichtung über eine Länge von 780 m und eine Breite von 560 m. Die Gruppe liegt 5,27 km südlich von Host Island, 4,93 km westlich von Zherav Island, 2,11 km südlich des Zentrums der Vetrilo Rocks und 3 km nordöstlich von Kalmar Island (Dannebrog-Inseln).
Britische Wissenschaftler kartierten sie 2001. Die bulgarische Kommission für Antarktische Geographische Namen benannte sie 2020 deskriptiv, da sie wie in einem Schwarm angeordnet sind.